# The Observer
The Observer is een Britse zondagskrant.
Net als The Guardian behoort de krant tot de Guardian Media Group en heeft zij een links-liberaal karakter. The Observer werd voor het eerst op 4 december 1791 door W.S. Bourne uitgegeven. Het is daarmee de oudste zondagskrant ter wereld.